# Seitaisho
Seitaisho (jap. 政体書) – dokument, spisany w 1868 roku, będący pierwszą w Japonii okresu Meiji próbą opracowania konstytucji państwowej i kodeksu administracyjnego. Jego twórcami byli Taneomi Soejima i Takachika Fukuoka. Dokument ten okazał się osobliwą mieszaniną tradycyjnych formuł biurokratycznych oraz nowych zachodnich idei reprezentacji narodu i podziału władzy.
W myśl ustaleń Seitaisho powołany został nowy organ władzy, Daijōkan (jap. 太政官), wyposażony we wszystkie uprawnienia administracyjne. Funkcje rządowe rozdzielono między siedem departamentów:
- Departament Ustawodawczy, składający się z dwóch ciał:
  - Rada złożona z wysokich urzędników rządu (ciało wyższe)
  - Zgromadzenie (Kōgisho) przedstawicieli hanów (ciało niższe)
- Departament Wykonawczy
- Departament Spraw Shintō
- Departament Finansów
- Departament Wojny
- Departament Spraw Zagranicznych
- Departament Spraw Cywilnych

Dążąc do trójdzielnej struktury władz, powołano Departament Sprawiedliwości działający w odrębnym pionie.